# John Mott
John Raleigh Mott (25. května 1865 Livingston Manor, New York, USA – 31. ledna 1955 Orlando, Florida) byl dlouhodobý ředitel YMCA a WSCF (World Student Christian Federation). V roce 1946 získal Nobelovu cenu za mír za zakládání a posilování mezinárodních protestantských studentských organizací podporujících mír.